# Himiltruda
Himiltruda je bila mati Pipina Grbastega, najstarejšega sina Karla Velikega, * okoli 742, † okoli 780.

## Življenje
O  Himiltrudinem poreklu je malo znanega. Pavel Diakon jo imenuje »plemiško dekle«.  Pojav njenega imena v knjigah bratstev alemanskih samostanov morda kaže na njeno pripadnost  k alemanskemu ali alzaškemu plemstvu. Drugi viri omenjajo, da je bila hči burgundskega grofa in vnukinja Grimberta I., grofa Pariza. 
Himiltrudina zveza s Karlom Velikim se je začela verjetno med vladavino Karlovega očeta Pipina Malega. Ko je Karel Veliki leta 768 zasedel očetov prestol,  se njeno ime, v nasprotju z imenom Karlove matere Bertrade Laonske, v uradnih virih nič več ne pojavlja. Himiltruda je Karlu rodila sina Pipina. Zveza s Karlom se je kmalu po Pipinovem rojstvu prekinila. Sledila je Karlova poroka z langobardsko princeso Deziderato, hčerko kralja Deziderija, ki je utrdila politična vezi Frankov z Langobardi.
Po Himiltrudini odslovitvi se njemo ime ne pojavilja tudi v nobenem drugem zgodovinskem zapisu.  V samostanu Nivelles so kasneje odkrili grob s posmrtnimi ostanki približno štirideset let stare ženske, ki bi lahko bila Himiltruda. Če je to res, je Himiltruda umrla daleč po letu 770, vendar se iz tega podatka ne more sklepati, kdaj se je umaknila  v samostan.
Njen sin Pipin je bil zaradi deformacije hrbtenice grbast in je zato dobil vzdevek Grbasti.  Po Karlovi poroki s Hildegardo je bil Pipin izbrisan s seznama dedičev frankovskega prestola. Po njegovem poskusu upora proti svojemu očetu leta 792 je bil konfiniran v opatiji Prüm.

## Zakonski stan
Himiltrudina zveza s Karlom Velikim je še vedno predmet razprav. Karlov biograf Einhard jo imenuje »priležnica«, Pavel Diakon pa pravi, da je bil Pipin rojen »pred  legitimno poroko«. Papež Štefan III. v enem od svojih pisem omenja, da sta bila Karel Veliki in njegov brat Karlman poročena s Himiltrudo oziroma Gerbergo in jima svetuje, naj ne odslovita svojih žena.
Zgodovinarji te podatke tolmačijo na več načinov. Pierre Riché zagovarja Einhardovo mnenje, da je bila Himiltruda priležnica.
Drugi, na primer Dieter Hägemann, imajo Himiltrudo za Karlovo zakonito ženo.  Tretji zagovarjajo mnenje, da je bila njuna zakonska zveza nekaj vmesnega, »več kot priležništvo in manj kot legitimna zakonska zveza«, in jo imenujejo Friedelehe. Takšne zveze cerkev ni priznavala in jo je bilo mogoče zlahka prekiniti. Poleg tega je bila stalen predmet sporov med krščanskim in bolj svobodnim germanskim pogledom na zakonsko zvezo.